# Austrodrapetis coxalis
Austrodrapetis coxalis är en tvåvingeart som beskrevs av Smith 1964. Austrodrapetis coxalis ingår i släktet Austrodrapetis och familjen puckeldansflugor. Inga underarter finns listade i Catalogue of Life.